# Finders Keepers (película)
Finders Keepers es una película de terror estadounidense de 2014 dirigida por Alexander Yellen y protagonizada por Jaime Pressly y Kylie Rogers.

## Argumento
Tras el proceso de separación de su marido (Patrick Muldoon), Alyson (Jaime Pressly) se muda a un nuevo hogar con su hija pequeña: Claire (Kylie Rogers). Mientras registra la casa, esta descubre una muñeca llamada "Lilith" que supuestamente perteneció al hijo de la familia anterior.
La muñeca no tarda en provocar un cambio repentino en el comportamiento de la menor, al mismo tiempo que empiezan a producirse fenómenos extraños allá donde se van.

## Reparto
- Jaime Pressly es Alyson Simon.
- Kylie Rogers es Claire Simon.
- Patrick Muldoon es Jonathan Simon.
- Justina Machado es Profesora Elena Carranza.
- Tobin Bell es Dr. Freeman
- Marina Sirtis es Janine.
- Joey Luthman es Zachary.
- Gabe O'Mara es Zachary (10 años).